# Dorika toralis
Dorika toralis är en fjärilsart som beskrevs av Augustus Radcliffe Grote 1881. Dorika toralis ingår i släktet Dorika och familjen nattflyn. Inga underarter finns listade i Catalogue of Life.